# Calle de Ángel García
La calle de Ángel García es una vía urbana de la ciudad de Valladolid, España.

## Descripción
Aparece descrita en Las calles de Valladolid de Juan Agapito y Revilla de la siguiente manera:

Así se llamó el dueño de los terrenos que han dado en llamar Pajarillos Bajos, del otro lado de la vía del ferrocarril del Norte, por la Pilarica. El fué el primero que empezó a construir casas humildísimas en aquel paraje y se dio nombre a una de las calles que constituyen la barriada, por el mismo interesado. Luego quedó el título como si fuera oficial, ya que le consagró la costumbre. Fué la barriada una iniciación de la arbitrariedad de los barrios extremos, tan faltos de lógica y de regulares condiciones siquiera de urbanización, que no debieron ser consentidos nunca.